# René Bloch (Judaist)
René Sigmund Bloch (* 28. Juli 1969 in Aarau) ist ein Schweizer Judaist und Altphilologe. Seit 2008 ist er Professor für Judaistik mit Schwerpunkt Antike und Mittelalter an der Universität Bern.

## Leben
Nach der altsprachlichen Matura an der Alten Kantonsschule Aarau studierte Bloch Latein, Griechisch und Alttestamentliche Wissenschaft an der Universität Basel und an der Universität Paris IV (1994 Maîtrise de Lettres Classiques, 1996 lic.phil). 1999 wurde er in Basel mit einer Arbeit zur griechisch-römischen Ethnographie über das Judentum zum Dr. phil. promoviert. 2008 habilitierte sich René Bloch mit einer Arbeit über die jüdisch-hellenistische Rezeption der griechischen Mythologie an der Universität Basel in den Fächern Judaistik und Klassische Philologie. Seit 2008 ist er Professor für Judaistik mit dem Schwerpunkt antikes und mittelalterliches Judentum im Institut für Judaistik der Theologischen Fakultät der Universität Bern, seit 2010 auch im Institut für Klassische Philologie der Philosophisch-historischen Fakultät, seit 2015 als Ordinarius.
Von 1996 bis 1999 war René Bloch wissenschaftlicher Assistent für Latein am Seminar für Klassische Philologie der Universität Basel. Nach der Promotion forschte und lehrte er vier Jahre in den USA: Von 1999 bis 2001 als Research Associate und Lecturer an der Princeton University (Classics Department), von 2001 bis 2003 als Visiting Assistant Professor am Classics Department und Program in Jewish Studies des Trinity College in Hartford, Connecticut. Von 2003 bis 2010 war René Bloch in verschiedenen Funktionen als wissenschaftlicher Berater für das Staatssekretariat für Bildung, Forschung und Innovation SBFI (zuvor Bundesamt für Bildung und Wissenschaft) tätig.
Forschungsaufenthalte führten ihn an die University of California, Santa Barbara (1998/1999), an die Columbia University (2012), an die Harvard University (2017, Harry Starr Fellow in Judaica), sowie an die Ludwig-Maximilians-Universität München (Center for Advanced Studies), an die Hebräische Universität Jerusalem und die Sorbonne (2019). 2022 erhielt er von der Paris Lodron Universität Salzburg das Marko Feingold Distinguished Fellowship. 2025 ernannte ihn die Hebräische Universität Jerusalem zum Distinguished Fellow ihrer geisteswissenschaftlichen Fakultät.
Von 2014 bis 2016 war René Bloch Dekan der Theologischen Fakultät der Universität Bern, von 2013 bis 2017 Präsident der SNF-Forschungskommission der Universität Bern. Von 2018 bis 2021 war er Mitglied des Board of Directors der Association of Jewish Studies AJS. Mit Karina Martin Hogan (Fordham University) gibt er seit 2017 bei Brill die Supplements to the Journal for the Study of Judaism heraus. Seit 2016 ist er Mitherausgeber der UTB Reihe Jüdische Studien.

## Forschung und Lehre
Die Forschungsschwerpunkte von René Bloch liegen allgemein in der Geschichte und Literatur des Judentums von der hellenistischen bis zur rabbinischen Zeit. Besondere Schwerpunkte betreffen die Interrelationen zwischen der jüdischen und der paganen Kultur, die jüdisch-hellenistische Literatur (vor allem Flavius Josephus und Philon von Alexandria), die Geschichte des Antisemitismus, antike Mythologien (Israel, Griechenland, Rom), antike Ethnographie und die Rezeption des antiken Judentums in der Moderne.

## Veröffentlichungen (Bücher)
- Antike Vorstellungen vom Judentum. Der Judenexkurs des Tacitus im Rahmen der griechisch-römischen Ethnographie (= Historia Einzelschriften. Band 160). Steiner, Stuttgart 2002, ISBN 3-515-07971-8 (zugleich Dissertation, Basel 1999).
- als Herausgeber mit Rainer Christoph Schwinges und Simone Haeberli: Fremdbilder – Selbstbilder. Imaginationen des Judentums von der Antike bis in die Neuzeit. Eine Publikation der Interfakultären Forschungsstelle für Judaistik der Universität Bern. Schwabe, Basel 2010, ISBN 978-3-7965-2681-7.
- Moses und der Mythos. Die Auseinandersetzung mit der griechischen Mythologie bei jüdisch-hellenistischen Autoren (= Supplements to the Journal for the study of Judaism. Band 145). Brill, Leiden/Boston 2011, ISBN 90-04-16501-0 (zugleich Habilitationsschrift, Basel 2008).
- Jüdische Drehbühnen. Biblische Variationen im antiken Judentum (= Tria corda. Band 7). Mohr Siebeck, Tübingen 2013, ISBN 3-16-152264-8.
- als Herausgeber mit Jacques Picard: Wie über Wolken. Jüdische Lebens- und Denkwelten in Stadt und Region Bern. 1200–2000 (= Beiträge zur Geschichte und Kultur der Juden in der Schweiz. Band 16). Chronos, Zürich 2014, ISBN 978-3-0340-1219-5.
- Andromeda in Jaffa. Mythische Orte als Reiseziele in der jüdischen Antike. Franz Delitzsch-Vorlesung 2015. Münster 2017.
- als Herausgeber mit Arjen Bakker, Yael Fisch, Paula Fredriksen, Hindy Najman: Protestant Bible Scholarship: Antisemitism, Philosemitism and Anti-Judaism. Brill, Leiden, 2022, ISBN 978-90-04-50514-8.
- Ancient Jewish Diaspora: Essays on Hellenism. Brill, Leiden, 2022, ISBN 978-90-04-52188-9.